# Saint-Amour, Jura
Saint-Amour är en kommun i departementet Jura i regionen Bourgogne-Franche-Comté i östra Frankrike. Kommunen ligger i kantonen Saint-Amour som tillhör arrondissementet Lons-le-Saunier. År 2022 hade Saint-Amour 2 364 invånare.

## Befolkningsutveckling
Antalet invånare i kommunen Saint-Amour
Referens:INSEE